# Aloe lingua
Aloe lingua é uma espécie de liliopsida do gênero Aloe, pertencente à família Asphodelaceae.